# Neospondylis upiformis
Neospondylis upiformis es una especie de escarabajo longicornio de la familia Cerambycidae. Se encuentra en América Central y América del Norte.

## Lectura adicional
- Sama, Gianfranco (2005). «Description of Neospondylis gen. nov. from North America and Mexico (Coleoptera, Cerambycidae, Spondylinae)». Les Cahiers Magellanes: 1-10. ISSN 1624-1940.
- Bezark, L. G.; Monné, M. A. (2016), Checklist of the Oxypeltidae, Vesperidae, Disteniidae and Cerambycidae (Coleoptera) of the Western Hemisphere, archivado desde el original el 24 de julio de 2019, consultado el 25 de septiembre de 2019.
- Lobl, I.; Smetana, A., eds. (2013). Catalogue of Palaearctic Coleoptera, Volume 6: Chrysomeloidea. Apollo Books. ISBN 978-90-04-26091-7.

- Datos: Q14825847
- Especies: Neospondylis upiformis